# Perrozompopo
Ramón Armando Mejía Fitoria, conosciuto con lo pseudonimo di Perrozompopo, ma anche con il nome abbreviato a Ramón Mejía (Managua, 1971), è un cantautore, compositore e cantante nicaraguense.
Le sue opere variano tra il rock con sfumature pop, ska e canzoni di denuncia latinoamericana. Si caratterizza per la mescolanza di ritmi latini che includono reggae, musica brasiliana e altre influenze come il rap.
Al giorno d'oggi è uno tra gli artisti centroamericani più conosciuti.

## Discografia
- 2005 – Romper el silencio
- 2010 – Quiero que sepas
- 2010 – CPC (Canciones Populares Contestatarias)